# Monti Metalliferi Slovacchi
I Monti Metalliferi Slovacchi (in slovacco Slovenské rudohorie) sono una catena montuosa della Slovacchia appartenente ai Carpazi.

## Caratteristiche
Sono la catena montuosa più estesa della Slovacchia e ne coprono praticamente la metà sud della Slovacchia centrale interessando la Regione di Košice e la Regione di Banská Bystrica. Si trovano a sud dei monti Tatra ed hanno un'altezza minore di questi. Sono importanti per le ricchezze naturali e per le miniere.

## Classificazione
I Monti Metalliferi Slovacchi hanno la seguente classificazione:
- catena montuosa = Carpazi
- provincia geologica = Carpazi Occidentali
- sottoprovincia = Carpazi Occidentali Interni
- area = Monti Metalliferi Slovacchi

## Suddivisione
I gruppi principali che costituiscono i Monti metalliferi Slovacchi sono:
- Monti Vepor (Veporské vrchy)
- Carso di Spiš-Gemer (Spišsko-gemerský kras)
- Stolické vrchy
- Revúcka vrchovina
- Volovské vrchy
- Čierna hora
- Rožňavská kotlina
- Carso slovacco (Slovenský kras) e in Ungheria il Carso del Borsod settentrionale (ungherese: Észak-Borsodi karszt)